# Sikelgaita
Sikelgaita (auch Sichelgaita, Sichelgata oder Sigelgaita) (* um 1040; † 16. April 1090) war eine langobardische Adelige und die zweite Ehefrau von Herzog Robert Guiskard von Apulien. Sie war die Tochter von Fürst Waimar IV. von Salerno und dessen zweiter Ehefrau Gemma sowie die Schwester des letzten Fürsten von Salerno Gisulf II. von Salerno, Gaitelgrima von Salerno und Capua und die Halbschwester von Gaitelgrima von Salerno und Sarno. Sikelgaita beteiligte sich am politischen und militärischen Geschehen. So begleitete sie ihren Mann auf Feldzügen und war auch an seinen vielen Schenkungen an süditalienische Klöster beteiligt. Auch führte sie aus eigenem Recht Truppen an. Von 1085 bis 1088 hatte sie die Regentschaft des Herzogtums Apulien inne und sicherte ihrem Sohn Roger Borsa dort die Nachfolge.

## Leben

### 1058–1085
1058 wurden sie und Herzog Robert Guiskard von Apulien in Melfi verheiratet.
Sie war Roberts zweite Frau. Die Ehe mit seiner ersten Frau Alberada wurde geschieden, da die beiden angeblich zu nah verwandt waren. Sikelgaitas Schwester Gaitelgrima hatte zu einem früheren Zeitpunkt Roberts Halbbruder Drogo geheiratet. Die Scheidung von Alberada und die Ehe mit Sikelgaita hatte also vermutlich eher strategische Gründe. Damit sollte das politische Bündnis zwischen Gisulf und Robert Guiscard besiegelt werden. Alberada hatte aber anscheinend kein Problem damit, dass ihre Ehe aufgelöst wurde. Durch die Heirat mit Sikelgaita gewann Robert nicht nur die Vorteile eines unmittelbaren Bündnisses mit Salerno, sondern auch die Aussicht auf eine mögliche künftige Nachfolge im Fürstentum. Auch versprach die Ehe mit einer langobardischen Prinzessin Prestigegewinn bei den Normannen und eine Legitimierung seiner Herrschaft in den Augen der Langobarden.
Als sich die Beziehung zwischen Gisulf und Robert verschlechterte, versuchte Sikelgaita zwischen den beiden zu mediieren allerdings ohne Erfolg. Ihre Versuche zu intervenieren scheiterten, und als die beiden sich 1078 im Krieg befanden, akzeptierte sie die Rolle ihres Bruder darin.
Laut Amatus von Montecassino versuchte sie, nach dem gescheiterten Schlichtungsversuch Papst Gregors VII., Gisulf zum Verzicht auf den Krieg zu bewegen, vergeblich, ihren Bruder zu besänftigen. Amato und andere Chronisten, die zum Teil pro-römisch waren, geben Gisulf die Schuld am Konflikt, da er wohl stur, arrogant und grausam war. Sikelgaita entlockte daher ihrem Mann das Versprechen, Salerno Gisulf zu überlassen und Amalfi dem ältesten Sohn Roger anzuvertrauen. Das Versprechen erwies sich später als unhaltbar. Während der Belagerung Salernos – so Amatos Bericht – erhielt Sikelgaita von ihren Mitbürgern in Salerno und ihren eigenen Verwandten Bitten um Hilfe und versorgte sie mit Essen und Trinken. Als Gisulfo einen extremen Widerstandsversuch unternahm, indem er sich in der Festung der Stadt verbarrikadierte, versuchte sie ein letztes Mal, ihn zur Kapitulation zu bewegen, und wurde schließlich die Vermittlerin der Güter, die Robert dem Besiegten für seinen endgültigen Verzicht auf das Fürstentum gewährte.
Sie begleitete Robert häufig bei seinen Eroberungen. Hierbei hatte sie aber nicht nur eine passive Rolle. Während er gegen Tarent vorging, war sie für die Belagerung von Trani (1080) zuständig. Sie brachte auch Truppen mit und begleitete ihn bei seinem Zug gegen Byzanz, obwohl sie anfangs gegen den Angriff war und versucht hatte, ihn davon abzubringen. Bei der Schlacht von Dyrrhachium im Jahr 1081 stand sie in voller Rüstung auf dem Schlachtfeld und feuerte sowohl ihre als auch Roberts Truppen an, als diese zu Anfang von den byzantinischen Truppen abgeschreckt waren und sich zu zerstreuen drohten. Mehrere Quellen bezeugen ihre Anwesenheit auf dem Feld neben Robert.
1083 kehrte Sikelgaita mit Robert nach Italien zurück, um Papst Gregor VII. gegen Kaiser Heinrich IV. zu verteidigen. Bei dieser Gelegenheit begleitete sie ihren Mann bei einer zweiten Kampagne gegen die Byzantiner. Während dieser starb Robert auf Kefalonia im Jahr 1085 mit Sikelgaita an seiner Seite.
Sie und der gemeinsame Sohn Roger waren laut Wilhelm von Apulien am Bett ihres Mannes. Wilhelm stellte Sikelgaita verzweifelt und weinend wegen der kurzen Krankheit, die dem Tod ihres Gatten folgte, dar. Danach war es ihre unmittelbare Aufgabe, die Überführung des Leichnams zur Heiligen Dreifaltigkeit in Venosa zu veranlassen, wo Robert begraben wurde.

### 1085–1090
Anfang des Jahres 1086 befand sich Sikelgaita in Salerno, von wo aus sie dem Kloster Montecassino zum Seelenheil ihres Mannes die Stadt Cetraro übertrug. Das Ehepaar hatte Montecassino bereits zu Lebzeiten Roberts gut ausgestattet. Sikelgaita spendete dem Kloster aber auch eine große Summe an Silber, als sie, zu einem anderen Zeitpunkt, krank war.
Angeblich versuchte sie, Bohemund, den Sohn Roberts aus dessen Ehe mit Alberada, zu vergiften. Die beiden kamen aber schließlich zu einer Einigung, dass Sikelgaitas Sohn, Roger Borsa, das Herzogtum erben solle.
Gemeinsam mit ihrem Sohn unterstellte sie 1086 die Juden von Bari dem Erzbischof Ursus.
In der Historia Ecclesiastica des Ordericus Vitalis behauptet Odericus, dass Sikelgaita studiert hätte und die Benutzung von Gift nach Art der Schola Media Salernitana gelernt habe.
Nach ihrem Tod wurde sie, auf eigenen Wunsch, in Montecassino begraben.

## Beschreibung in den zeitgenössischen Quellen
Wilhelm von Apulien berichtet, dass Sikelgaita bei einer Gelegenheit von einem Pfeil verwundet wurde. Die Hauptquelle für Sikelgaitas Beteiligung an der Schlacht ist aber die Alexiade der byzantinischen Prinzessin Anna Komnena. Sie schrieb von den militärischen Tugenden der von ihr „Gaita“ genannten Herzogin. So entstand der Mythos eines Amazonen-Scheichs, der sich später entwickelte. Anna schilderte, dass die Langobardin anfangs alles getan hatte, um einen Konflikt zu vermeiden, und versuchte, ihren Mann von einem Angriff auf Byzanz abzubringen; doch als der Krieg begann, zeigte sie einen außergewöhnlichen Kampfgeist. Als die Normannen auf dem Feld von Durrës angesichts der ersten Widrigkeiten den Rückzug antraten, soll Sikelgaita sie mit Rufen und wütenden Blicken aufgehalten und sie dann zur Wiederaufnahme des Kampfes angestachelt haben, indem sie mit einer Lanze in der Faust auf sie zugeritten sei. Sie nannte sie auch „eine andere Pallas, wenn nicht sogar eine zweite Athene“.
In den verschiedenen Beschreibungen spiegelt sich das zeitgenössische Idealbild für „eigene“ und „fremde“ Frauen wider. Amatus von Montecassino oder Romuald von Salerno stellten Sikelgaita, dem üblichen Kanon für adelige Frauen jener Zeit entsprechend, als schöne, weise, bescheidene und ehrliche Frau dar. Die Byzantinerin Anna inszeniert Sikelgaita als Amazone, als barbarische Virago, um die byzantinischen Klischees der Zeit zu bedienen. Die Westler galten als ungebildete Soldaten im Kontrast zu den gebildeten Byzantinern.
Neben der Amazone gibt es noch einen weiteren Mythos zu Sikelgaita. Sie sei eine skrupellose Intrigantin, Giftmischerin und Manipulatorin gewesen. Eine von Ordericus Vitalis angeführte Chronik-Tradition behauptete, dass sie den Tod ihres Mannes provozierte, um die Nachfolge ihres Sohnes zu beschleunigen. Auch soll sie versucht haben, Bohemund zu vergiften, um ihrem Sohn die Nachfolge über Apulien und Kalabrien zu sichern. Diese Version ist nicht belegbar und wurde von anderen Zeugen nicht geteilt.

## Nachkommen
Sikelgaita hatte 8 Kinder von Robert.
- Mafalda (1059/60–1108), verheiratet mit Raymond Berengar II von Barcelona und in zweiter Ehe mit Aimeric I, Viscount von Narbonne
- Roger Borsa (1060/61–1111)
- Guy († 1107)
- Robert Scalio († 1110)
- Sibilla (Sybil), verheiratet mit Ebles II, Graf von Roucy
- Mabillia (Mabel) von Apulia, verheiratet mit Wilhelm von Grandmesnil
- Heria, verheiratet mit Hugo, Markgraf von Mailand
- Olympias, wurde 1074 mit Konstantin Dukas Porphyrogennetos, dem Sohn von Michael VII. Dukas und Maria Bagrationi verlobt